# Pandemia de COVID-19 na Madeira
Este artigo documenta os impactos da pandemia de COVID-19 na Região Autónoma da Madeira em Portugal e pode não incluir todas as principais respostas e medidas contemporâneas.

## Casos
| dia    | #   |
| ------ | --- |
| 17 Mar | 1   |
| 18 Mar | 3   |
| 19 Mar | 6   |
| 20 Mar | 7   |
| 21 Mar | 8   |
| 22 Mar | 9   |
| 23 Mar | 12  |
| 24 Mar | 16  |
| 25 Mar | 20  |
| 26 Mar | 21  |
| 27 Mar | 24  |
| 28 Mar | 34  |
| 29 Mar | 39  |
| 30 Mar | 40  |
| 31 Mar | 42  |
| 1 Abr  | 43  |
| 2 Abr  | 43  |
| 3 Abr  | 44  |
| 4 Abr  | 45  |
| 5 Abr  | 47  |
| 6 Abr  | 48  |
| 7 Abr  | 49  |
| 8 Abr  | 50  |
| 9 Abr  | 50  |
| 10 Abr | 50  |
| 11 Abr | 50  |
| 12 Abr | 51  |
| 13 Abr | 51  |
| 14 Abr | 53  |
| 15 Abr | 53  |
| 16 Abr | 53  |
| 17 Abr | 54  |
| 18 Abr | 64  |
| 19 Abr | 83  |
| 20 Abr | 85  |
| 21 Abr | 85  |
| 22 Abr | 85  |
| 23 Abr | 85  |
| 24 Abr | 86  |
| 25 Abr | 86  |
| 26 Abr | 86  |
| 27 Abr | 86  |
| 28 Abr | 86  |
| 29 Abr | 86  |
| 30 Abr | 86  |
| 1 Mai  | 86  |
| 2 Mai  | 86  |
| 3 Mai  | 86  |
| 4 Mai  | 86  |
| 5 Mai  | 86  |
| 6 Mai  | 90  |
| 7 Mai  | 90  |
| 8 Mai  | 90  |
| 9 Mai  | 90  |
| 10 Mai | 90  |
| 11 Mai | 90  |
| 12 Mai | 90  |
| 13 Mai | 90  |
| 14 Mai | 90  |
| 15 Mai | 90  |
| 16 Mai | 90  |
| 17 Mai | 90  |
| 18 Mai | 90  |
| 19 Mai | 90  |
| 20 Mai | 90  |
| 21 Mai | 90  |
| 22 Mai | 90  |
| 23 Mai | 90  |
| 24 Mai | 90  |
| 25 Mai | 90  |
| 26 Mai | 90  |
| 27 Mai | 90  |
| 28 Mai | 90  |
| 29 Mai | 90  |
| 30 Mai | 90  |
| 31 Mai | 90  |
| 1 Jun  | 91  |
| 2 Jun  | 90  |
| 3 Jun  | 90  |
| 4 Jun  | 90  |
| 5 Jun  | 90  |
| 6 Jun  | 90  |
| 7 Jun  | 90  |
| 8 Jun  | 90  |
| 9 Jun  | 90  |
| 10 Jun | 90  |
| 11 Jun | 90  |
| 12 Jun | 90  |
| 13 Jun | 90  |
| 14 Jun | 90  |
| 15 Jun | 90  |
| 16 Jun | 90  |
| 17 Jun | 90  |
| 18 Jun | 91  |
| 19 Jun | 91  |
| 20 Jun | 91  |
| 21 Jun | 92  |
| 22 Jun | 92  |
| 23 Jun | 92  |
| 24 Jun | 92  |
| 25 Jun | 92  |
| 26 Jun | 92  |
| 27 Jun | 92  |
| 28 Jun | 92  |
| 29 Jun | 92  |
| 30 Jun | 92  |
| 1 Jul  | 92  |
| 2 Jul  | 92  |
| 3 Jul  | 92  |
| 4 Jul  | 93  |
| 5 Jul  | 93  |
| 6 Jul  | 95  |
| 7 Jul  | 95  |
| 8 Jul  | 95  |
| 9 Jul  | 95  |
| 10 Jul | 95  |
| 11 Jul | 97  |
| 12 Jul | 98  |
| 13 Jul | 99  |
| 14 Jul | 99  |
| 15 Jul | 99  |
| 16 Jul | 99  |
| 17 Jul | 101 |
| 18 Jul | 102 |
| 19 Jul | 102 |
| 20 Jul | 102 |
| 21 Jul | 102 |
| 22 Jul | 102 |
| 23 Jul | 102 |
| 24 Jul | 105 |
| 25 Jul | 105 |
| 26 Jul | 105 |
| 27 Jul | 105 |
| 28 Jul | 105 |
| 29 Jul | 106 |
| 30 Jul | 106 |
| 31 Jul | 106 |
| 1 Ago  | 108 |
| 2 Ago  | 111 |
| 3 Ago  | 116 |
| 4 Ago  | 117 |
| 5 Ago  | 119 |
| 6 Ago  | 121 |
| 7 Ago  | 121 |
| 8 Ago  | 124 |
| 9 Ago  | 124 |
| 10 Ago | 124 |
| 11 Ago | 126 |
| 12 Ago | 127 |
| 13 Ago | 129 |
| 14 Ago | 130 |
| 15 Ago | 131 |
| 16 Ago | 131 |
| 17 Ago | 133 |
| 18 Ago | 135 |
| 19 Ago | 136 |
| 20 Ago | 138 |
| 21 Ago | 140 |
| 22 Ago | 140 |
| 23 Ago | 141 |
| 24 Ago | 142 |
| 25 Ago | 142 |
| 26 Ago | 148 |
| 27 Ago | 154 |
| 28 Ago | 158 |
| 29 Ago | 158 |
| 30 Ago | 158 |
| 31 Ago | 161 |
| 1 Set  | 162 |
| 2 Set  | 166 |
| 3 Set  | 167 |
| 4 Set  | 171 |
| 5 Set  | 171 |
| 6 Set  | 173 |
| 7 Set  | 173 |
| 8 Set  | 174 |
| 9 Set  | 177 |
| 10 Set | 178 |
| 11 Set | 180 |
| 12 Set | 181 |
| 13 Set | 187 |
| 14 Set | 188 |
| 15 Set | 190 |
| 16 Set | 193 |
| 17 Set | 195 |
| 18 Set | 198 |
| 19 Set | 199 |
| 20 Set | 200 |
| 21 Set | 203 |
| 22 Set | 205 |
| 23 Set | 205 |
| 24 Set | 205 |
| 25 Set | 208 |
| 26 Set | 211 |
| 27 Set | 212 |
| 28 Set | 218 |
| 29 Set | 218 |
| 30 Set | 222 |
| 1 Out  | 228 |
| 2 Out  | 234 |
| 3 Out  | 234 |
| 4 Out  | 238 |
| 5 Out  | 244 |
| 6 Out  | 247 |
| 7 Out  | 257 |
| 8 Out  | 263 |
| 9 Out  | 270 |
| 10 Out | 277 |
| 11 Out | 283 |

### Gráficos da evolução dos casos

#### Casos por faixa etária e género
Data dos dados: 24 de janeiro de 2021.

#### Evolução diária dos casos
| Casos de COVID-19 na Madeira () Mortes Recuperados Casos ativos mar.abr.mai.jun.jul.Últimos 15 diasÚltimos 15 dias | Casos de COVID-19 na Madeira () Mortes Recuperados Casos ativos mar.abr.mai.jun.jul.Últimos 15 diasÚltimos 15 dias | Casos de COVID-19 na Madeira () Mortes Recuperados Casos ativos mar.abr.mai.jun.jul.Últimos 15 diasÚltimos 15 dias | Casos de COVID-19 na Madeira () Mortes Recuperados Casos ativos mar.abr.mai.jun.jul.Últimos 15 diasÚltimos 15 dias | Casos de COVID-19 na Madeira () Mortes Recuperados Casos ativos mar.abr.mai.jun.jul.Últimos 15 diasÚltimos 15 dias |
| --- | --- | --- | --- | --- |
| Data | Data | | # de casos | # de casos |
| 2020-03-17 | 2020-03-17 | | 1(n.a.) | |
| 2020-03-18 | 2020-03-18 | | 3(+300%) | |
| 2020-03-19 | 2020-03-19 | | 6(+100%) | |
| 2020-03-20 | 2020-03-20 | | 7(+16.7%) | |
| 2020-03-21 | 2020-03-21 | | 8(+14.2%) | |
| 2020-03-22 | 2020-03-22 | | 9(+11.1%) | |
| 2020-03-23 | 2020-03-23 | | 12(+33.3%) | |
| 2020-03-24 | 2020-03-24 | | 16(+33.3%) | |
| 2020-03-25 | 2020-03-25 | | 20(+25%) | |
| 2020-03-26 | 2020-03-26 | | 21(+5%) | |
| 2020-03-27 | 2020-03-27 | | 24(+14.3%) | |
| 2020-03-28 | 2020-03-28 | | 34(+41.7%) | |
| 2020-03-29 | 2020-03-29 | | 39(+14.7%) | |
| 2020-03-30 | 2020-03-30 | | 40(+2.5%) | |
| 2020-03-31 | 2020-03-31 | | 42(+5%) | |
| 2020-04-01 | 2020-04-01 | | 43(+2.4%) | |
| 2020-04-02 | 2020-04-02 | | 43(=) | |
| 2020-04-03 | 2020-04-03 | | 44(+2.3%) | |
| 2020-04-04 | 2020-04-04 | | 45(+2.3%) | |
| 2020-04-05 | 2020-04-05 | | 47(+4.4%) | |
| 2020-04-06 | 2020-04-06 | | 48(+2.1%) | |
| 2020-04-07 | 2020-04-07 | | 49(+2.1%) | |
| 2020-04-08 | 2020-04-08 | | 50(+2%) | |
| ⋮ | ⋮ | | 50(=) | |
| 2020-04-11 | 2020-04-11 | | 50(=) | |
| 2020-04-12 | 2020-04-12 | | 51(+2%) | |
| 2020-04-13 | 2020-04-13 | | 51(=) | |
| 2020-04-14 | 2020-04-14 | | 53(+3.9%) | |
| ⋮ | ⋮ | | 53(=) | |
| 2020-04-17 | 2020-04-17 | | 54(+1.9%) | |
| 2020-04-18 | 2020-04-18 | | 64(+18.5%) | |
| 2020-04-19 | 2020-04-19 | | 83(+29.7%) | |
| 2020-04-20 | 2020-04-20 | | 85(+2.4%) | |
| 2020-04-21 | 2020-04-21 | | 85(=) | |
| 2020-04-22 | 2020-04-22 | | 85(=) | |
| 2020-04-23 | 2020-04-23 | | 85(=) | |
| 2020-04-24 | 2020-04-24 | | 86(+1.2%) | |
| 2020-04-25 | 2020-04-25 | | 86(=) | |
| 2020-04-26 | 2020-04-26 | | 86(=) | |
| 2020-04-27 | 2020-04-27 | | 86(=) | |
| 2020-04-28 | 2020-04-28 | | 86(=) | |
| ⋮ | ⋮ | | 86(=) | |
| 2020-05-01 | 2020-05-01 | | 86(=) | |
| 2020-05-02 | 2020-05-02 | | 86(=) | |
| 2020-05-03 | 2020-05-03 | | 86(=) | |
| 2020-05-04 | 2020-05-04 | | 86(=) | |
| 2020-05-05 | 2020-05-05 | | 86(=) | |
| 2020-05-06 | 2020-05-06 | | 90(+4.7%) | |
| 2020-05-07 | 2020-05-07 | | 90(=) | |
| 2020-05-08 | 2020-05-08 | | 90(=) | |
| 2020-05-09 | 2020-05-09 | | 90(=) | |
| ⋮ | ⋮ | | 90(=) | |
| 2020-05-12 | 2020-05-12 | | 90(=) | |
| 2020-05-13 | 2020-05-13 | | 90(=) | |
| 2020-05-14 | 2020-05-14 | | 90(=) | |
| ⋮ | ⋮ | | 90(=) | |
| 2020-05-20 | 2020-05-20 | | 90(=) | |
| 2020-05-21 | 2020-05-21 | | 90(=) | |
| 2020-05-22 | 2020-05-22 | | 90(=) | |
| ⋮ | ⋮ | | 90(=) | |
| 2020-05-27 | 2020-05-27 | | 90(=) | |
| 2020-05-28 | 2020-05-28 | | 90(=) | |
| 2020-05-29 | 2020-05-29 | | 90(=) | |
| 2020-05-30 | 2020-05-30 | | 90(=) | |
| 2020-05-31 | 2020-05-31 | | 90(=) | |
| 2020-06-01 | 2020-06-01 | | 91(+1.1%) | |
| 2020-06-02 | 2020-06-02 | | 90(-1.1%) | |
| 2020-06-03 | 2020-06-03 | | 90(=) | |
| 2020-06-04 | 2020-06-04 | | 90(=) | |
| 2020-06-05 | 2020-06-05 | | 90(=) | |
| 2020-06-06 | 2020-06-06 | | 90(=) | |
| 2020-06-07 | 2020-06-07 | | 90(=) | |
| ⋮ | ⋮ | | 90(=) | |
| 2020-06-12 | 2020-06-12 | | 90(=) | |
| 2020-06-13 | 2020-06-13 | | 90(=) | |
| 2020-06-14 | 2020-06-14 | | 90(=) | |
| ⋮ | ⋮ | | 90(=) | |
| 2020-06-18 | 2020-06-18 | | 91(+1.1%) | |
| 2020-06-19 | 2020-06-19 | | 91(=) | |
| 2020-06-20 | 2020-06-20 | | 91(=) | |
| 2020-06-21 | 2020-06-21 | | 92(+1.1%) | |
| 2020-06-22 | 2020-06-22 | | 92(=) | |
| 2020-06-23 | 2020-06-23 | | 92(=) | |
| ⋮ | ⋮ | | 92(=) | |
| 2020-07-04 | 2020-07-04 | | 93(+1.1%) | |
| 2020-07-05 | 2020-07-05 | | 93(=) | |
| 2020-07-06 | 2020-07-06 | | 95(+2.2%) | |
| 2020-07-07 | 2020-07-07 | | 95(=) | |
| 2020-07-08 | 2020-07-08 | | 95(=) | |
| ⋮ | ⋮ | | 95(=) | |
| 2020-07-11 | 2020-07-11 | | 97(+2.1%) | |
| 2020-07-12 | 2020-07-12 | | 98(+1.0%) | |
| 2020-07-13 | 2020-07-13 | | 99(+1.0%) | |
| ⋮ | ⋮ | | 99(=) | |
| 2020-07-17 | 2020-07-17 | | 101(+2.0%) | |
| Fonte: Madeira - 2019-nCoV Coronavírus COVID-19 \| IA SAÚDE, IP-RAM Nota: 1.                                       | | | | |

## Meios e Preparação

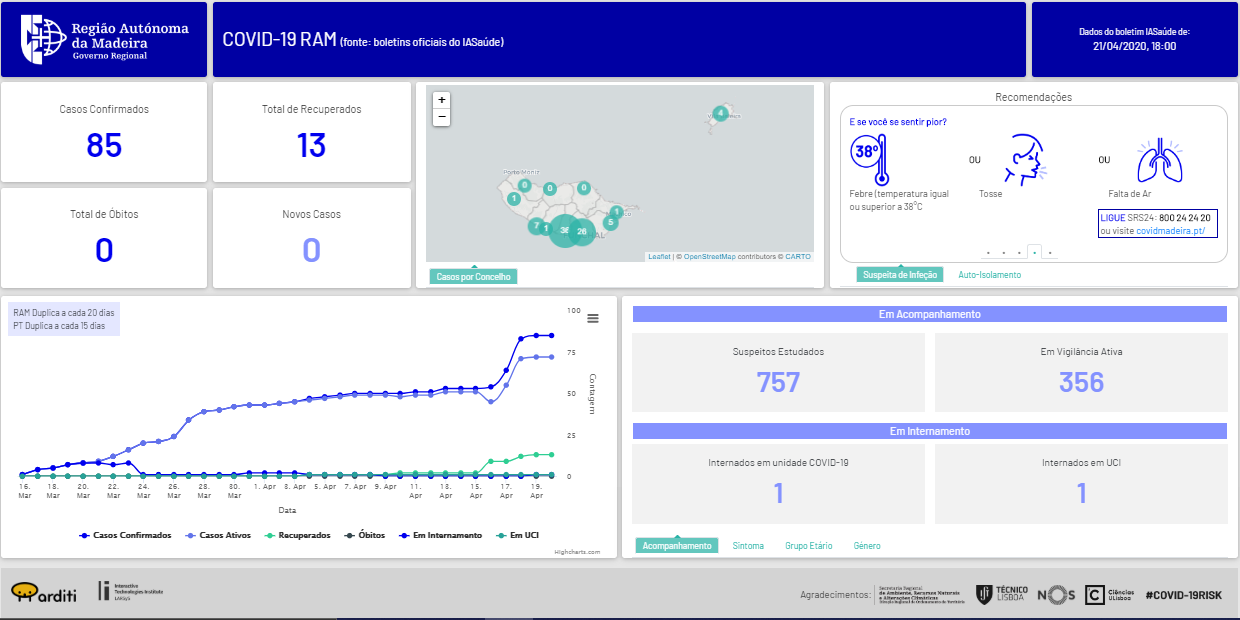
Mostrador do microsite da SRS-Madeira que agrega a informação corrente.

A Região Autónoma da Madeira é dos locais mais turísticos do país. Desse modo, o Governo Regional teve de tomar medidas de contenção muito cedo. Apresentou o Plano Regional de Contingência no início de Fevereiro, implementou medidas de controlo de passageiros e tripulações nos aeroportos e suspendeu atracagem de cruzeiros e iates, cessou voos com origem em países com transmissão comunitária ativa, pediu à Presidência da República o encerramento dos aeroportos regionais, declarou de Situação de Alerta em todo o território da Região Autónoma e decretou quarentenas obrigatórias a quem chegasse ao território, tudo antes ainda dos primeiros casos na região que se registaram a 17 de março.

## Cronologia

### Março de 2020

#### 13 de março
É declarada a Situação de Alerta da Região Autónoma da Madeira, esta declaração tem como objetivo colocar todos os meios de Proteção Civil em estado de prontidão e suspender alguns direitos e liberdades da população, para uma maior contenção da propagação do vírus.

#### 17 de março
O primeiro caso é registado na região. Tratando-se de uma turista neerlandesa, que se encontrava num hotel no Funchal.

#### 18 de março
É decretado pelo Presidente da República, com parecer favorável do Conselho de Estado e do Governo da República e com a autorização da Assembleia da República Portuguesa, o Estado de Emergência em todo o país, em virtude da situação de calamidade causada pela pandemia do novo coronavírus. O estado de emergência prevê um conjunto de medidas desde encerramento de serviços não essenciais até restrições na circulação de pessoas, quando a situação não o justifique. Na Madeira são confirmados mais dois casos de infeção.

#### 19 de março
Confirmam-se mais três casos na região, totalizando-se 6 casos ( 5 neerlandeses e uma madeirense que regressava do Dubai e já se encontrava em quarentena).

#### 20 de março
As autoridades de saúde regionais confirmam mais uma infeção, referindo que os infetados provém dos Países Baixos, do Reino Unido e da região de Lisboa e Vale do Tejo, no continente.

#### 21 de março
Regista-se mais 1 caso positivo de infeção pelo novo coronavírus. Um total de 8 casos confirmados (2 são do sexo masculino e 6 do sexo feminino), todos em internamento.

#### 22 de março
A Secretaria Regional de Saúde confirma mais um caso, tratando-se de um madeirense.

#### 23 de março
O número de infetados sobre para 12 (4 são do género masculino e 8 do género feminino, 2 com idades entre os 20 e os 29 , 6 entre os 60 e os 69 anos e 4 entre os 70 e 79 anos), mais 3 do que no dia anterior.

#### 24 de março
Registam-se mais 4 casos na Madeira, subindo o número total para 16 (4 casos de neerlandeses e 12 de portugueses residentes na Região, 6 casos do sexo feminino e 6 do sexo masculino).

#### 25 de março
Mais uma vez registam-se 4 casos, em relação ao dia anterior. Totalizando 20 casos positivos, 7 são do género masculino e 13 do género feminino, 5 com idades inferiores a 29 anos, 2 com idades entre os 50 e os 59 anos, 8 com idades entre os 60 e 69 anos e 5 com idades entre os 70 e 79 anos.

#### 26 de março
Confirma-se mais um caso, um residente da RAM, na faixa etária dos 50 aos 59 anos, que tinha regressado de França.

#### 27 de março
Registam-se mais três casos de madeirenses. O número de infeções sobe para 24.

#### 28 de março
Neste dia, registaram-se mais 10 casos (5 do género masculino e outros 5 do género feminino: 2 com idades entre 20 a 29 anos ; um entre os 30 a 39 anos; 2 entre os 40 a 49 anos; 2 entre os 50 a 59 anos e 3 entre a faixa etária dos 70 a 79 anos). Todos são residentes na Região Autónoma da Madeira, 3 no concelho do Funchal, 2 em Câmara de Lobos, 3 na Ponta do Sol e 2 em Santa Cruz. 5 foram infetados na região. 5 regressaram de áreas afetadas: 1 do continente, da região Norte, 1 da Suíça, 2 do Brasil e 1 proveniente de vários locais com transmissão comunitária ativa (Emirados Árabes Unidos, Espanha e Portugal Continental). Eleva-se o número de infetados para 34, este foi o maior crescimento de número de casos em relação a dia anterior.

#### 29 de março
Confirmam-se mais 5 infeções na região. Um caso importado da Austrália e quatro de transmissão local, com ligações a casos anteriores.

#### 30 de março
Mais um infetado é registado, tratando-se de um doente na faixa etária dos 40 anos que foi infetado localmente, porque esteve em contacto com outro caso. No entanto, ainda não se regista transmissão ativa comunitária na região.

#### 31 de março
Registam-se mais 2 infetados. Um com idade compreendida entre os 10 e os 19 anos, no Porto Santo, infeção local; e outro entre os 30 e 39 anos, no Funchal, que terá regressado dos Estados Unidos da América.

### Abril de 2020

#### 1 de abril
As autoridades confirmam uma nova infeção, trata-se de um doente na faixa etária dos 60-69 anos, da Ponta do Sol que tinha regressado do Reino Unido e já estava em quarentena.

#### 2 de abril
Neste dia não se registaram casos na Madeira. O Governo Regional, ouvida a Comissão Permanente da Assembleia Legislativa da Região Autónoma da Madeira dá parecer favorável à prorrogação do Estado de Emergência, pelo Presidente da República, em todo o território Português. A Assembleia da República, em Lisboa, aprova o decreto presidencial, de Marcelo Rebelo de Sousa, que estabelece a prorrogação por mais 15 dias do Estado de Emergência nacional.

#### 3 de abril
Após um dia sem registo de casos, surge mais uma infeção pelo novo coronavírus na RA da Madeira, um jovem com idade compreendida entre 20 e 29 anos, proveniente de Lisboa, que já se encontrava em quarentena. São agora 44 os infetados no território.

#### 4 de abril
Confirma-se uma nova infeção na região, uma grávida no primeiro trimestre de gestação entre os 20 e os 29 anos, infetada localmente. Regista-se também a primeira recuperação e primeira necessidade de ventilar um doente.

#### 5 de abril
Mais dois casos de infeção local são comunicados, contactos próximos da doente do dia anterior, encontram-se na faixa etária dos 50 aos 59 anos, residentes no Funchal.

#### 6 de abril
O Governo Regional anuncia restrições acrescidas nas deslocações devido à época pascoal, com o intuito de minimizar os contágios. Na região confirma-se o 48.º caso de infeção pelo novo coronavírus. Este novo caso trata-se de uma pessoa entre os 20 e os 29 anos, residente no Funchal, que terá sido infetada na região por um contacto próximo.

#### 7 de abril
Confirma-se mais uma infeção, um jovem entre os 10 e os 19 anos, de Santa Cruz, que já estava a cumprir quarentena por ter regressado do Reino Unido.

#### 8 de abril
Outra infeção é registada na Madeira, um caso importado de um residente do concelho de Machico, que regressou do Reino Unido.

#### 11 de abril
Após 2 dias consecutivos sem novas infeções é confirmada a segunda recuperação na região.

#### 12 de abril
Passados três dias sem surgimento de novos casos, foi registada mais um caso importado do Reino Unido. O Secretário Regional de Saúde e Proteção Civil reitera que as fronteiras deveriam ter sido fechadas mais cedo.

#### 13 de abril
Continuam a verificar-se discrepâncias entre os dados da Direção Geral da Saúde e a Secretaria Regional de Saúde da Madeira. A DGS explica que tal se deve porque, nos boletins nacionais, são contabilizados os doentes diagnosticados no continente mas com domicílio fiscal na Região Autónoma.

#### 14 de abril
São confirmados mais dois casos. Um homem de Santa Cruz, emigrante que regressou Reino Unido e um residente em Câmara de Lobos, vindo de Moçambique.

#### 17 de abril
Passados 3 dias desde o último registo de infeção, as autoridades de saúde confirmam o 54.º caso na região. Um residente de Câmara de Lobos, na faixa etária dos 20 a 29 anos, que havia entrado em contacto com pessoas que estiveram no continente. Registam-se também mais 7 recuperações.

#### 18 de abril
Foram confirmados mais 10 novos casos em Câmara de Lobos. Devido a esse aumento exponencial dos casos foi imposta uma cerca sanitária na freguesia homónima do referido concelho.

#### 19 de abril
Foi registado o maior aumento de casos, à data, registando-se 19 casos a mais relativamente ao dia anterior. 16 desses casos trataram-se de infeções locais em Câmara de Lobos, onde, desde o dia anterior, havia sido estabelecida uma cerca sanitária; os restantes no Funchal e no Porto Santo. Confirmaram-se, também, mais 3 recupreações.

#### 20 de abril
Mais duas infeções foram registadas, assim como uma nova recuperação. Trata-se de dois homens, um de Câmara de Lobos e um do Funchal.
Foi lançado o projeto "Telensino: Estudar com Autonomia" em que serão emitidas aulas de 30 minutos pela RTP Madeira das disciplinas alvo de exame no Ensino Secundário. Este é semelhante ao projeto lançado no mesmo dia a nível nacional na RTP Memória para o Ensino Básico (#EstudoEmCasa).

#### 22 de abril
Sem novos casos, são registadas mais 7 recuperações no território autónomo.

#### 24 de abril
Após três dias sem novas infeções, um caso de infeção pelo novo coronavírus foi confirmado. Tratando-se dum residente de Câmara de Lobos entre os 20 e os 29 anos, com ligação à cadeia de transmissão já identificada na freguesia. Confirmou-se igualmente mais uma recuperação em território madeirense, elevando para 21 o número de recuperações.

#### 25 de abril
Neste dia não foi registada qualquer nova infeção no território, tendo sido registadas 10 novas recuperações.

#### 26 de abril
Mais uma vez não se registaram novas infeções na Região Autónoma. Por outro lado, foram confirmadas mais três recuperações elevando o número de recuperados para 34.

#### 27 de abril
Foi confirmada mais uma recuperação na Madeira, elevando para 35 o número de recuperados. Continuou sem se registar novos casos de infeção na região.

#### 28 de abril
Neste dia foram reportadas, pelas autoridades regionais de saúde, mais 8 recuperações. O que perfaz 43 recuperados, sendo este número igual ao de casos ativos na região. Mais uma vez não se registaram novos casos de infeção pelo novo coronavírus na Madeira.

### Maio de 2020

#### 1 de maio
Foram confirmadas mais 4 recuperações, elevando o número de recuperados para 47. As autoridades regionais de saúde mostraram-se satisfeitas com a longa ausência de novas infeções na região, aguardando para que passem os 14 dias do período de incubação do vírus sem novos casos de infeção.
Celebrando o Dia do Trabalhador, e à semelhança do que também foi acontecendo em algumas cidades do país, a CGTP efetuou uma manifestação, com o apoio da USAM, no Funchal em que assegurou condições de segurança recomendadas pela DGS como distanciamento social e proteção respiratória aos manifestantes.

#### 3 de maio
Ao nono dia sem novos casos, foi confirmada mais uma recuperação na Madeira.
Cessou neste dia a cerca sanitária imposta desde 18 de abril em Câmara de Lobos.

#### 5 de maio
Foram confirmadas mais duas recuperações - ambas no concelho do Funchal, sendo que uma delas corresponde a uma mulher que está grávida -, elevando o número de recuperados para 50.

#### 6 de maio
Após onze dias consecutivos sem novos casos, foram relatadas pelas autoridades sanitárias mais 4 casos de infeção pelo novo coronavírus na região. Tratando-se de quatro indivíduos de Câmara de Lobos, com idades entre os 20 e os 59 anos

#### 7 de maio
Foi relatada mais uma recuperação, elevando para 51 o número de recuperados. O Presidente do Governo Regional da Madeira criticou a falta de apoio e recetividade, da Presidência da República e do Governo da República, às reivindicações emanadas pelo executivo regional.

#### 8 de maio
As autoridades confirmam que mais um paciente recuperou, perfazendo agora 52 recuperados na Madeira.
Foi anunciado, também, o plano de desconfinamento regional, caracterizado por aberturas graduais de serviços:
- 11 de maio: Jardins e espaços em área florestal;
- 12 de maio: Ginásios, com um terço da lotação e sem aulas de grupo;
- 14 de maio: Museus, galerias, centros culturais, bibliotecas e arquivos, sendo obrigatório o uso de máscara facial nesses espaços;
- 15 de maio: Embarcações de recreio com registo emitido na Região Autónoma da Madeira estão autorizadas de novo a navegar em águas do arquipélago, estando ainda proibida a navegação de barcos afetos a atividades marítimo-turísticas e à prática desportiva;
- 18 de maio: Restaurantes, cafés pastelarias e esplanadas;

#### 9 de maio
Neste dia, é confirmada uma nova recuperação, no concelho de Santa Cruz, passando este concelho a deixar de possuir casos ativos.
As missas puderam voltar a ser ministradas a partir deste dia.

#### 12 de maio
Ao sexto dia sem novos casos, foram confirmadas mais duas recuperações, um residente do concelho do Funchal e um do concelho de Câmara de Lobos, elevando o número de recuperados para 55. A região continua sem registar novos infetados.

#### 14 de maio
Registaram-se, neste dia, mais quatro recuperações - duas pessoas do concelho do Funchal e duas de Câmara de Lobos -, totalizando 59 o número de recuperados.

#### 15 de maio
Reabriram as praias e complexos balneares da Madeira, seguindo indicações e regras expressas numa resolução aprovada no dia anterior.

#### 18 de maio
Neste dia, deu-se a reabertura das escolas secundárias no continente e nos Açores para um ensino presencial das disciplinas alvo de exame do 11.º e do 12.º ano, sendo que na Madeira esta abertura só se dará no dia 1 de junho em conjunto com as creches e o pré-escolar. Abriram na Madeira, neste dia, os restaurantes e cafés, com lotação reduzida.

#### 20 de maio
Mais 5 pessoas são dadas como recuperadas, elevando este número para 64.
A partir deste dia a quarentena obrigatória à chegada ao território madeirense passa a ser substituída por um rastreio à COVID-19.

#### 21 de maio
Foi confirmada mais uma recuperação, de um doente do Funchal.

#### 22 de maio
As autoridades sanitárias regionais confirmaram mais duas recuperações, no concelho de Câmara de Lobos, elevando para 67 o número de recuperados.
Foi anunciado que o rastreio imposto na chegada à região será totalmente custeado pelo Governo Regional, a partir de julho, como incentivo ao turismo.

#### 27 de maio
Foram confirmadas mais quatro recuperações - de residentes no concelho de Câmara de Lobos -, subindo para 71 o número de recuperados na região.

#### 28 de maio
Foi aprovada pelo Conselho de Governo uma resolução que declara a situação de calamidade na Madeira, de 1 de junho até 30 de junho. Determinando, para além de medidas de apoio socioeconómico, o confinamento de 14 dias para todos os passageiros que desembarquem nos aeroportos da região e que não tenham um teste negativo para a doença, efetuado 72 horas antes.

#### 29 de maio
Mais duas pessoas foram dadas como recuperadas na Região Autónoma, respeitantes a residentes do concelho de Câmara de Lobos.
Neste dia, deu-se a reabertura das piscinas públicas e privadas na Madeira.

#### 31 de maio
Foram confirmadas mais três recuperações na Madeira, elevando para 76 o número de recuperados.

### Junho de 2020

#### 1 de junho
As autoridades regionais de saúde confirmaram após 25 dias sem casos uma nova infeção - de um homem proveniente da Região Centro - e mais quatro recuperações, estas últimas respeitantes a residentes de Câmara de Lobos.
Neste dia, à semelhança do ocorrido no continente e nos Açores a 18 de maio, regressaram as aulas presenciais do 11.º e 12.º anos de escolaridade, numa vertente mais direcionada para o esclarecimento de dúvidas para os exames nacionais, terminando o projeto "Telensino: Estudar com Autonomia". Reabriram também na região as creches e o ensino pré-escolar.

#### 2 de junho
Foi confirmado pelas autoridades sanitárias que o caso reportado no dia anterior não iria entrar para a contagem regional, uma vez que terá contraído o vírus na Região Centro, onde foi testado e onde irá ser contabilizado como caso positivo.

#### 3 de junho
Mais um paciente foi dado como recuperado na região, nomeadamente em Câmara de Lobos, elevando para 81 o número de recuperados.

#### 5 de junho
Foram confirmadas mais duas recuperações no território, subindo para 83 o número de recuperados.
O Secretário Regional da Saúde e da Proteção Civil anunciou que a partir de 15 de junho o tempo obrigatório de quarentena, de 14 dias, à chegada à região, será reduzido para 7 dias, como forma de preparação para a chegada de maior número de voos nacionais e internacionais.

#### 7 de junho
Mais dois pacientes foram dados como recuperados, nomeadamente residentes dos concelhos de Ponta do Sol e Câmara de Lobos, elevando o número de recuperados para 85. Foi, também, dado como recuperado o caso que foi retirado da contagem regional no dia 2 de junho.

#### 9 de junho
Após ter expressado a sua intenção, no final de maio, o Presidente do Governo Regional anunciou que o executivo regional assegurará a remuneração integral dos trabalhadores em regime de Lay-off, devido à pandemia.

#### 12 de junho
Mais três pessoas foram dadas como recuperadas na RAM, todas residentes em Câmara de Lobos, restando dois casos ativos na região.

#### 14 de junho
Mais um doente foi dado como recuperado, um residente do Funchal, elevando o número de recuperados para 89, e ficando a restar apenas um caso ativo na região.

#### 18 de junho
Ao fim de 42 dias sem registo de novas infeções, as autoridades sanitárias regionais confirmam mais um caso, de um residente de Santa Cruz que havia regressado da região de Lisboa e Vale do Tejo, região onde a nível nacional se concentra, à data, o maior aumento de casos por dia.

### Dezembro de 2021
Em 31 de dezembro de 2021, a Madeira registou 1 157 novos casos de covid-19, o número diário mais elevado deste o início da pandemia.
A Madeira contabiliza nesta data 134 óbitos associados à doença covid-19 desde março de 2020.
O arquipélago  contabiliza 20.587 casos confirmados de infeção pelo coronavírus SARS-CoV-2 desde o início da pandemia, já com 16.431 recuperados.